# 三山新城南站
三山新城南站是南海有軌電車1号线的車站，也是未来与佛山地铁4号线的换乘站，位於中国廣東省佛山市南海區三龙湾大道泰山路口以北的地面和地底。
本站至林岳北站相距只有510米，是南海有轨电车1号线相距最近的兩個車站，車程僅需1分鐘。

## 车站结构

### 车站楼层
本站共有兩層。地上二层為车站站厅、出入口；地面为站台，周边为三龙湾大道、泰山路及其它住宅或建築。車站亦已為位于地下的4號線车站預留部分結構。
| 地上二层 | 站厅                   | 售票機、客服中心、警务室、安检设施                        |                        |                        |
| 地面     | 侧式站台，预留换乘通道 | 侧式站台，预留换乘通道                                    | 侧式站台，预留换乘通道 | 侧式站台，预留换乘通道 |
|          | 1 站台                 | █南海有轨1号线 𧒽崗方向（下站：文翰湖公园（季华实验室）） |                        |                        |
|          | 2 站台                 | █南海有轨1号线 林岳东方向（下站：林岳北）                 |                        |                        |
|          | 侧式站台，预留换乘通道 |                                                           |                        |                        |
| 地下一层 | 预留结构               | 未来换乘通道 预留 █4号线 车站部分结构                     |                        |                        |
| 地下二层 |                        | 預留 █4号线                                               |                        |                        |
|          | 預留島式站台部分結構   |                                                           |                        |                        |
|          |                        | 預留 █4号线                                               |                        |                        |

### 站台
本站南海有轨电车1号线设有两个侧式站台，位于泰山路的地面。

### 出入口
本站设有4个出入口供乘客进出。
|                           |                           |      |          |                                                      |
| 編號                      | 无障碍设施                | 图片 | 出口指示 | 建議前往的目的地                                     |
| A                         | 升降机标志                |      | 泰山路   |                                                      |
| B                         | 升降机标志 · 扶手电梯标志 |      | 泰山路   | 三山新城南公交站、平洲工业园（胜利路）公交站（南行） |
| C                         | 升降机标志 · 扶手电梯标志 |      | 泰山路   | 碧桂园广佛上城                                       |
| D                         | 升降机标志                |      | 泰山路   |                                                      |
| 註： 設有 \| 設有扶手電梯 |                           |      |          |                                                      |

## 接驳交通
| 编号 | 编号 | 线路         | 线路 | 线路     | 收费 | 备注                 |
| ---- | ---- | ------------ | ---- | -------- | ---- | -------------------- |
|      | 桂21 | 平洲江滨公园 | ⇆    | 林岳市场 | 2元  | 部分班次绕经文翰中学 |

| 编号 | 编号   | 线路             | 线路 | 线路             | 收费 | 备注         |
| ---- | ------ | ---------------- | ---- | ---------------- | ---- | ------------ |
|      | 佛桂09 | （佛山）富丰广场 | ↺    | （广州）鹤洞路西 | 2元  | 原 232高峰线 |

## 历史
本站在规划期间称为泰山路站，车站动工后改以三山新城南站作為工程名稱，并在南海有轨电车1号线首通段开通前夕确认作为正式站名。
本站曾计划作为首通段车站，但其后因配合本站和三山新城北站之间增设文翰湖公园站，而推迟为后通段车站。2022年11月29日，本站随南海有轨电车1号线后通段的开通而启用。

## 未来发展

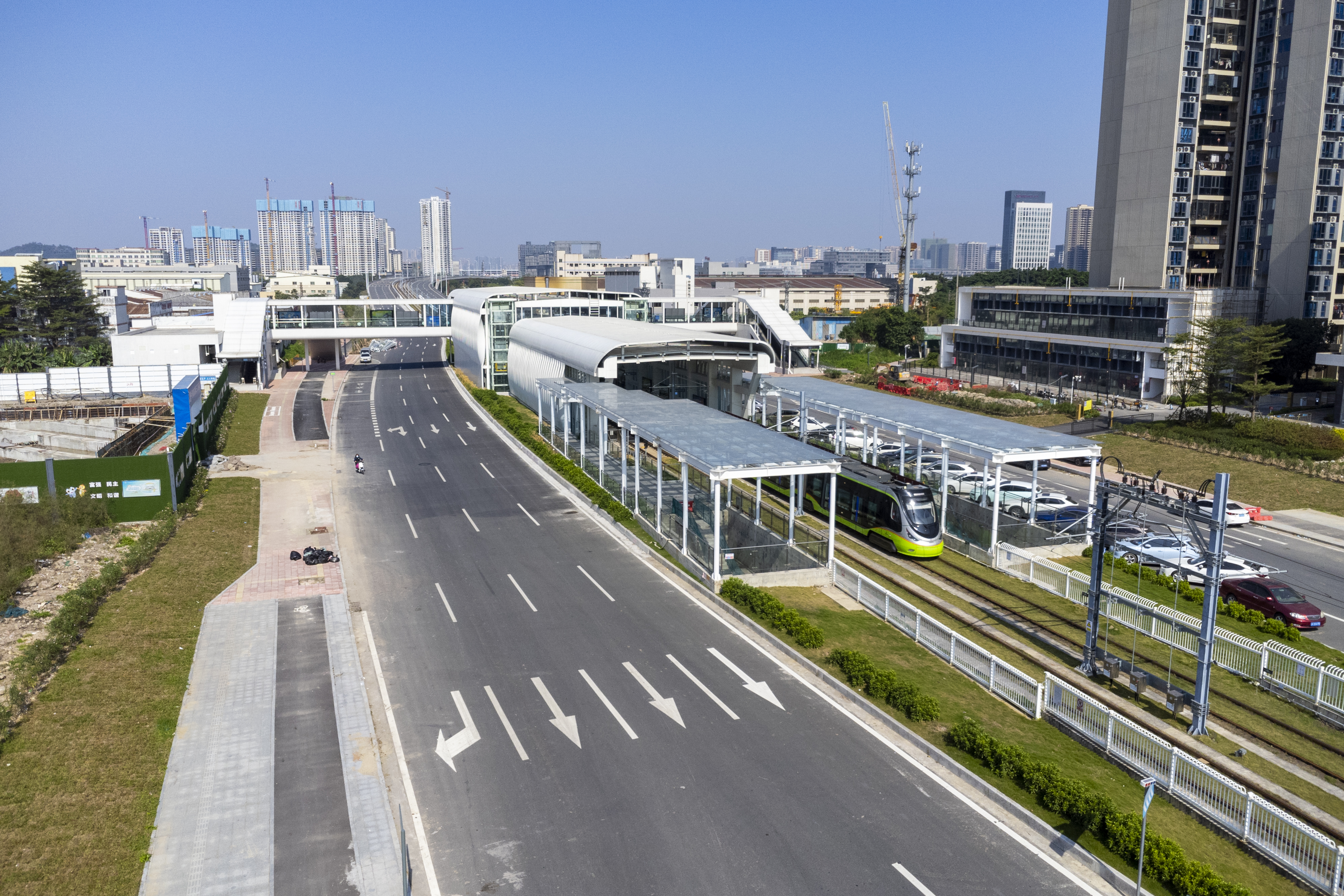
预留的4号线换乘通道入口（2022年12月）

在建的佛山地铁4号线将设有三山新城南站，与南海有轨电车1号线换乘。
4号线车站位于三龙湾大道北侧，为地下岛式站台结构。车站部分结构在南海有轨电车1號線建設時已作出預留，4号线的站厅位于地下一层，站台位于地下二层。
換乘方面，位于地面的南海有轨电车1号线两个侧式站台南端均各设置一条换乘通道，通往位于地下的4号线站厅实现两线换乘。相关换乘通道已在有轨电车施工时建设完成。
未来车站结构
| 地上二层 | 南海有轨1号线站厅      | 售票機、客服中心、警务室、安检设施                        |                        |                        |
| 地面     | 侧式站台，前往换乘通道 | 侧式站台，前往换乘通道                                    | 侧式站台，前往换乘通道 | 侧式站台，前往换乘通道 |
|          | 1 站台                 | █南海有轨1号线 𧒽崗方向（下站：文翰湖公园（季华实验室）） |                        |                        |
|          | 2 站台                 | █南海有轨1号线 林岳东方向（下站：林岳北）                 |                        |                        |
|          | 侧式站台，前往换乘通道 |                                                           |                        |                        |
| 地下一层 | 换乘通道               | 来往 █南海有轨1号线 和 █4号线                             |                        |                        |
|          | 4号线站厅              | 售票機、客服中心、警务室、安检设施                        |                        |                        |
| 地下二层 | 4 站台                 | █4号线 北江大道方向（下站：平顺东路）                     |                        |                        |
|          | 島式站台               |                                                           |                        |                        |
|          | 3 站台                 | █4号线 港口路方向（下站：港口路）                         |                        |                        |